# Isabel García Sánchez
Isabel García Sánchez (Las Palmas de Gran Canaria, 1968) es una política española, especialista en políticas de igualdad de género y diversidad.

## Trayectoria
Su trayectoria profesional comenzó a tomar forma en 2015 cuando fue designada diputada de Igualdad, Juventud y Deportes de la Diputación Provincial de Valencia, un cargo que ocupó simultáneamente con el de concejala de Igualdad y Comercio del Ayuntamiento de Chirivella, en Valencia, hasta julio de 2019. Durante su mandato, García fue responsable de iniciativas como la creación de la Red de Municipios contra la Violencia de Género de la provincia de Valencia, subvencionada por el Ministerio de Igualdad en 2022, y el establecimiento del Feminario de Valencia, un espacio de debate feminista de ámbito nacional, así como el Congreso Internacional de Mujeres y Deportes.
Después de su experiencia en la política local, García ocupó puestos más relevantes a nivel nacional. Entre 2019 y 2022, trabajó como asesora del Ministerio de Transportes y Movilidad Sostenible. Posteriormente, se desempeñó como consultora de políticas de igualdad en el sector privado, desarrollando proyectos en diversos ámbitos y sectores.

### Instituto de las Mujeres
En diciembre de 2023, el Consejo de Ministros, a propuesta de la ministra de Igualdad, Ana Redondo, la nombró directora del Instituto de las Mujeres, sucediendo a Ana Varela. Tras su nombramiento, diversos colectivos LGBT+, como la Federación Plataforma Trans y Euforia Familias Trans Aliadas, así como activistas de los derechos trans, como Elizabeth Duval, Carla Antonelli o Mar Cambrollé, solicitaron al Gobierno la revocación del cargo debido a diversos comentarios y publicaciones en redes sociales que realizó García Sánchez en contra de la Ley Trans o la teoría queer. Al día siguiente de asumir su cargo, Sumar, socio minoritario del Gobierno, criticó el nombramiento y diversas políticas de la formación lo calificaron como «inaceptable», «decepcionante» o «vergonzoso».
En enero de 2024, las asociaciones Federación Plataforma Trans y Euforia Familia Trans Aliadas presentaron un recurso contencioso-administrativo ante el Tribunal Supremo para pedir la revocación del nombramiento de García. Ese mismo mes, la ministra Redondo se reafirmó en el nombramiento durante una comparecencia en la Comisión de Igualdad del Congreso de los Diputados, lo que fue criticado por Ione Belarra, de Podemos, quien calificó de «delitos de odio» algunos de los tuits que García publicó refiriéndose al colectivo trans.
El 17 de febrero participó en la inauguración del segundo congreso de Docentes Feministas por la Coeducación (DoFemCo). Su intervención fue criticada por la senadora del Grupo Parlamentario Izquierda Plural, Carla Antonelli de Más Madrid, quien trasladó la queja del activismo trans a la ministra Redondo durante una sesión de la Comisión de Igualdad del Senado. A las críticas también se sumó Sara Bailac de ERC.
El 16 de julio de 2024, el medio digital El Español desveló en exclusiva que García Sánchez y su pareja, Elisabeth García, se habían lucrado personalmente gracias a más de medio centenar de contratos de administraciones locales para gestionar los «puntos violeta». Ante esto, la ministra de Igualdad le pidió transparencia y las oportunas explicaciones, siendo cesada una semana después por el Consejo de Ministros.

## Reconocimientos
García ha recibido diversos reconocimientos por su trabajo en pro de la igualdad de género en España. En 2016, la Federació de Dones Progressistes de la Comunitat Valenciana le concedió el Premio Dones Progressistes. En 2018, fue galardonada por el Premio Meninas de la Delegación del Gobierno en la Comunidad Valenciana, por la lucha contra la violencia machista.
Posteriormente, en 2022, fue honrada con el Premio Va de Dona de la Federación de Pilota Valenciana, por contribuir a la profesionalización de las mujeres en este deporte.